# インターナショナル・エアロ・エンジンズ

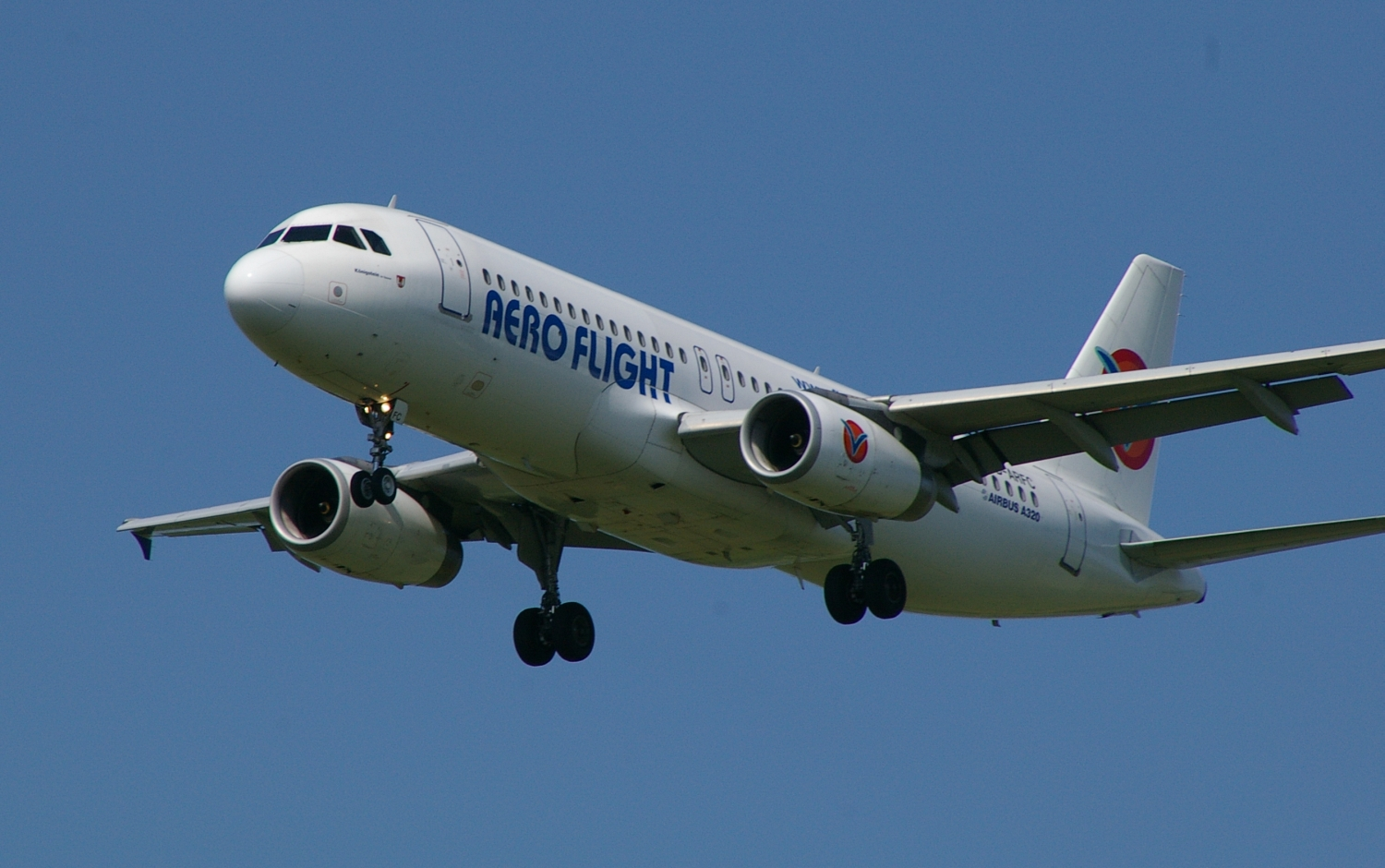
エアバスA320-232。V2500エンジンを搭載。

IAE インターナショナル・エアロ・エンジンズ  AGは、航空機のエンジン製造を目的としたチューリッヒを拠点とする合弁会社である。1983年設立。
V2500エンジンの開発、販売を目的として設立された。1社単独での開発・生産はリスクが高いため、プラット・アンド・ホイットニー（P&W）とロールス・ロイス・ホールディングス（RR）は単独での参入に躊躇していたが、世界市場でのシェアがほぼなく、航空機エンジンの開発に何としてでも食い込みたい日・伊・西独の各社との思惑が一致して共同で行うことになった。
エンジン部材の製造は出資比率に応じ、開発した各社の工場で行っている。

## 構成
当初の株式構成比:
- プラット・アンド・ホイットニー（P&W）アメリカ (32.5%)
- ロールス・ロイス（RR）イギリス (32.5%)
- MTUエアロ・エンジンズ 西ドイツ (12%)
- 日本航空機エンジン協会 日本 (23%)
  - 川崎重工業
  - IHI
  - 三菱重工業

当初は参加を予定していたフィアットアヴィオ（現・アヴィオ）は、開発の初期の段階で離脱した。V2500エンジンの"V"は数字の5を意味し、当初の5社の共同体制の名残である。2500は当初の推力2500ポンドを意味する。
2011年10月12日、ロールス・ロイス・ホールディングス（RR）は、IAEにおける出資分を15億ドルでP&Wの親会社であるユナイテッド・テクノロジーズに売却したことを明らかにし、2012年6月29日に完了した。これにより初期メンバーは3社3か国となったが、資本面では離脱したRRは今後もエンジンにおける担当部分に関する責任を全うする。
現在の株式構成比：
- プラット・アンド・ホイットニー（P&W）アメリカ (25%)
- Pratt & Whitney Aero Engines International GmbH スイス (24.5%)
- MTUエアロ・エンジンズ ドイツ（25.25%）
- 日本航空機エンジン協会 日本（25.25%）
  - 川崎重工業
  - IHI
  - 三菱重工業

## 製造品目
エアバスのA320ファミリーとマクドネル・ダグラス MD-90に搭載されるV2500エンジンの製造、供給を目的に設立され、現在も継続している。
2005年10月には、同じくA320シリーズに搭載するV2500セレクトのローンチを発表し、2011年にはV2500初の軍用型となるV2500-E5がKC-390（エンブラエルの双発中型軍用空中給油/輸送機）の搭載エンジンとして選択された。A320のneo化にともなうエンジン変更、2019年までのA320ceoの生産中止などにより、V2500の製造数は減少すると見込まれており、KC-390の受注が今後のV2500の製造を巡るキーとなると予測されている。
その他、エアバス A340に搭載する予定だったIAE V2500SF スーパーファンも開発されていたが、中止された。